# Выборы президента Башкортостана (2014)
Досрочные выборы Президента Башкортостана состоялись в единый день голосования 14 сентября 2014 года. Впервые после 11-летнего перерыва высшее должностное лицо республики избиралось всенародным голосованием.
Всего было зарегистрировано 4 претендента на пост Президента Башкортостана: Рустэм Хамитов, Юнир Кутлугужин, Иван Сухарев и Ильдар Бикбаев. Победу одержал кандидат от партии «Единая Россия» Рустэм Закиевич Хамитов, набравший более 80 % голосов избирателей.

## Политическая ситуация перед выборами
15 июля 2010 года Президент Российской Федерации Д. А. Медведев принял отставку М. Г. Рахимова с поста президента Республики Башкортостан с формулировкой «по собственному желанию». Временно исполняющим обязанности президента Башкортостана глава страны назначил руководителя Федерального агентства водных ресурсов Рустэма Закиевича Хамитова. 19 июля 2010 года Государственное собрание — Курултай Республики Башкортостан утвердило Р. З. Хамитова в должности Президента Республики Башкортостан. Срок полномочий Рустема Хамитова истекал в 2015 году.
В 2012 году были внесены изменения в федеральные законы «Об общих принципах организации законодательных (представительных) и исполнительных органов государственной власти субъектов Российской Федерации» и «Об основных гарантиях избирательных прав и права на участие в референдуме граждан Российской Федерации», которые возвратили выборы высшего должностного лица во всех субъектах Российской Федерации. В октябре 2012 года общественная коалиция «За процветающий Башкортостан» предложила Президенту Башкортостана Рустэму Хамитову самому инициировать досрочные выборы. В то же время Башкирская общественная организация «Народный Референдум» обратилась к жителям Башкортостана с инициативой провести народный референдум о необходимости проведения досрочных выборов президента, в связи с тем что действующий президент республики был назначен ещё по «старой схеме» — через назначение Президентом Российской Федерации и утверждение в парламенте субъекта.

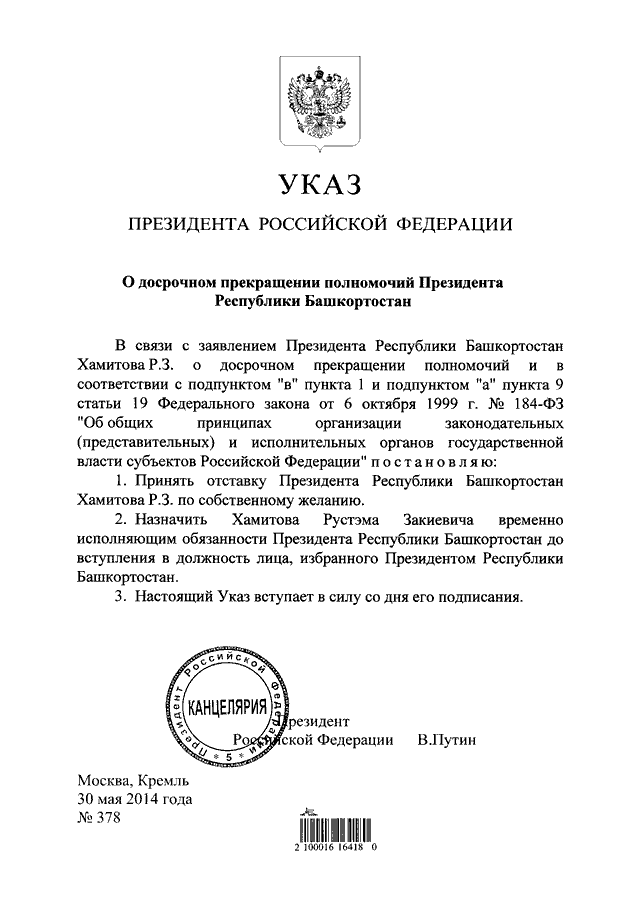
Указ Президента РФ от 30.05.2014 № 378

В 2013 году в различных СМИ появлялась информация о том, что досрочные выборы Президента Башкортостана могут быть совмещены с выборами депутатов в Государственное собрание — Курултай Республики Башкортостан, которые состоялись 8 сентября 2013 года.
30 мая 2014 года Президент Российской Федерации Владимир Путин принял отставку Рустэма Хамитова, чтобы принять участие в выборах глав субъектов РФ, которые состоялись в единый день голосования 14 сентября 2014 года. По мнению экспертов, перенесение выборов связано с проведением в следующем году в Уфе саммитов ШОС и БРИКС.
18 июня 2014 года Государственное собрание — Курултай Республики Башкортостан поддержал постановление о досрочных выборах Президента Республики Башкортостан и тем самым был дан старт началу избирательной кампании. Согласно законодательству Башкортостана, решение о назначении выборов депутаты республиканского парламента должны принять не ранее, чем за 100 дней, и не позднее, чем за 90 дней до дня голосования. Но так как выборы являются досрочными, то согласно п. 6 ст. 10 Кодекса Республики Башкортостан о выборах, сроки назначения выборов могут быть сокращены, но не более чем на одну треть. Выборы Президента Башкортостана проводятся на основе мажоритарной системы абсолютного большинства по единому избирательному округу, включающему в себя территорию Республики Башкортостан.

## Выдвижение

### Право выдвижения кандидатов
Кандидаты на должность Президента Республики Башкортостан выдвигаются политическими партиями. Кандидат на должность Президента Республики Башкортостан не позднее чем через 20 дней со дня официальной публикации решения о назначении выборов должен представить необходимые документы в Центральную избирательную комиссию Республики Башкортостан. Выдвижение кандидатов на должность Президента Республики Башкортостан продлится до 9 июля 2014 года, а передача документов на регистрацию — до 19 июля 2014 года.

### Ход выдвижения кандидатов

##### Рустэм Хамитов
В средствах массовой информации в качестве вероятного соперника Рустэма Хамитова на выборах от «Единой России» изначально рассматривался Радий Хабиров, кандидатура которого могла устроить как федеральные власти, так и республиканскую политическую элиту в лице первого Президента Башкортостана М. Г. Рахимова.
11 июня 2014 года в Уфе выборщиками были определены трое кандидатов для последующего выдвижения на должность Президента Башкортостана от партии «Единая Россия»: врио Президента Республики Башкортостан Рустэм Хамитов (129 голосов), депутат ГД РФ Рафаэль Марданшин (41 голос), Президент Адвокатской палаты Республики Башкортостан Булат Юмадилов (39 голосов).
21 июня 2014 года на конференции регионального отделения «Единой России» врио Президента Республики Башкортостан Рустэм Хамитов был утверждён кандидатом от партии, за него проголосовали 209 однопартийцев. За Рафаэля Марданшина отдали свои голоса трое, а за Булата Юмадилова — двое участников голосования.
24 июня 2014 года Р. З. Хамитов первым представил в ЦИК Башкортостана документы для участия в выборах президента республики.
Согласно политологам, Администрация Президента Российской Федерации сделала ставку на Рустэма Хамитова в связи «с дестабилизацией политической ситуации на Украине и грядущими международными саммитами ШОС и БРИКС». По мнению главы «Политической экспертной группы» Константина Калачева, в числе главных проблем Хамитова — невысокая популярность у населения и критическое отношение к нему в элитах. По мнению эксперта по региональному развитию Ивана Огнева, чтобы выиграть выборы необходимо проделать значительную работу, так как «пока действующий глава республики отличается от сильного предыдущего президента скорее большим количеством обещаний, нежели конкретными делами, что не может быть не замечено населением».

##### Раиль Сарбаев
25 июня 2014 года бывший премьер-министр Правительства Республики Башкортостан Р. С. Сарбаев был выдвинут Всероссийской политической партией «Гражданская сила». Для выдвижения кандидату пришлось покинуть ряды «Единой России», а партия «Справедливая Россия» отказалась от поддержки экс-премьера. По мнению политологов, Сарбаев является единственным из десяти кандидатов который мог бы составить конкуренцию Рустэму Хамитову. Большинство экспертов считают что экс-премьера на выборах поддержит бывший президент республики М. Г. Рахимов. Согласно политологу Константину Калачеву, у экс-премьера-министра РБ есть хорошие шансы на успех, а сами выборы станут интереснее и демократичнее: «Жители Башкирии соскучились по конкурентным выборам, а выдвижение кандидата такого калибра и с такой мощной поддержкой кардинально меняет ситуацию».
9 июля 2014 года — в день когда завершилась процедура выдвижения кандидатов от партий на должность Президента Башкортостана, на партийном съезде в Московской области Раиль Сарбаев был снят выдвинувшей его партией «Гражданская сила» с формулировкой «в связи с совершением деяний, противоречащих интересам партии и наносящих ей ущерб». Руководитель республиканского отделения партии «Гражданская сила» Алексей Скрындица сообщил, что не знал про решение съезда и в нём не участвовал.
По мнению экспертов, «после выдвижения Сарбаева в регионе начали активно работать сомнительные политтехнологи, появились заказные публикации в федеральных СМИ». Председатель ЦИК РБ Хайдар Валеев считает легитимным снятие с выборов Раиля Сарбаева. По заявлению самого экс-кандидата, он уже успел собрать 454 подписи (из необходимых 457) муниципальных депутатов в свою поддержку. Председатель Демократической партии России Андрей Богданов объясняет данное решение бывших своих однопартийцев нежеланием ссориться с местными властями.
Уполномоченная по юридическим вопросам экс-кандидата Ирина Твердова заявила, что в случае сбора достаточных доказательств, избирательный штаб Раиля Сарбаева намерен подать в суд и через него признать решение партии незаконным. 16 июля 2014 года Раиль Сарбаев подал заявление в Пресненский суд Москвы и в Верховный суд Республики Башкортостан с целью признания решения партии «Гражданская сила» незаконным.

##### Юнир Кутлугужин
23 июня 2014 года делегаты конференции Башкирского республиканского отделения Коммунистической партии Российской Федерации открытым голосованием из четырёх предложенных кандидатур выбрали двоих — секретаря Башкирского республиканского отделения политической партии «Коммунистическая партия Российской Федерации» Юнира Кутлугужина и первого секретаря Иглинского районного комитета партии Хасана Идиатуллина. После состоялось тайное голосование, в ходе которого кандидатом от КПРФ был выбран Ю. Г. Кутлугужин, за которого отдали свои голоса 57 человек.

##### Ильдар Бикбаев
22 июня 2014 года Башкортостанское региональное отделение политической партии «Патриоты России» выдвинуло кандидатом на пост Президента Башкортостана руководителя аппарата Общественной палаты Республики Башкортостан Ильдара Бикбаева. 18 июля 2014 года Бикбаев первым из кандидатов прошёл муниципальный фильтр и предоставил в ЦИК Башкортостана подписи 479 депутатов в свою поддержку.

##### Павел Ксенофонтов
23 июня 2014 года региональное отделение федеральной партии «Российская партия народного управления» выдвинуло кандидатом на пост Президента Башкортостана Павла Ксенофонтова. Ксенофонтов является лидером общественного движения «АнтиКроношпан» и на момент регистрации официально нигде не работал. По мнению общественного деятеля Азамата Галина, несмотря на свою известность в республике, шансы на победу у данного кандидата «минимальные».

##### Иван Сухарев
28 июня 2014 года Башкирское региональное отделение ЛДПР на пост Президента Башкортостана выдвинуло депутата Государственной думы РФ Ивана Сухарева. Среди кандидатов прошедших муниципальный фильтр, Сухарев является самым состоятельным: по информации комиссии ЦИК РБ в 2013 году он заработал 8,67 млн руб.

##### Сергей Наумкин
28 июня 2014 года региональное отделение политической партии «Яблоко» выдвинуло кандидатом на пост Президента Башкортостана Сергея Наумкина.

##### Константин Шагимуратов
30 июня 2014 года региональное отделение «Справедливой России» на пост Президента Башкортостана выдвинуло заместителя генерального директора АНО «Республиканский информационно-консультационный центр» Константина Шагимуратова. Кандидат не прошёл муниципальный фильтр и «Справедливая Россия» стала единственной думской партией, которую не допустили к досрочным выборам президента республики. Однопартийцы аргументируют это «административным давлением» на муниципальных депутатов со стороны администраций. По мнению политолога Ростислава Туровского, хотя и Константин Шагимуратов в республике малоизвестен, но «в действиях врио главы республики наблюдается преувеличенное желание полностью избавиться от конкуренции».

##### Расих Хамитов
2 июля 2014 года ЦИК Башкортостана принял документы по выдвижению кандидата на должность главы республики от партии «Коммунисты России» Расиха Хамитова, который является президентом правления НП «Башнедра». По мнению главы «Политической экспертной группы» Константина Калачева, выдвижение Расиха Хамитова в интересах ВРИО Президента Республики Башкортостан Рустэма Хамитова и является «прививкой от наездов оппонентов».

##### Ришат Магасумов
3 июля 2014 года Центризбирком Башкортостана принял документы по выдвижению кандидата на должность президента республики от партии «Российской партии пенсионеров за справедливость» Ришата Магасумова — председателя совета РОО "Общество защиты прав потребителей «Закон и порядок» РБ.

##### Нурислам Усманов
9 июля 2014 года Центризбирком Башкортостана принял документы по выдвижению кандидата на должность президента республики от «Общероссийской политической партии „Достоинство“» Нурислама Усманова.

### Муниципальный фильтр
В поддержку выдвижения кандидата на должность президента республики должно быть собрано 457 подписей депутатов муниципальных образований, в том числе 57 подписей депутатов представительных органов районов и городских округов. По мнению политолога Александра Кынева, партии, которые первыми начали сбор подписей депутатов, имеют возможность выбрать весь лимит, тем самым не оставляя конкурентам возможности для регистрации.
| Кандидат                       | Дата рождения | Должность (на момент выдвижения)                                                 | Партия                                          | Статус кандидата (выдвижение/регистрация)                                  |
| ------------------------------ | ------------- | -------------------------------------------------------------------------------- | ----------------------------------------------- | -------------------------------------------------------------------------- |
| Бикбаев Ильдар Зинурович       | 15.02.1959    | руководитель Аппарата Общественной палаты Республики Башкортостан                | Патриоты России                                 | зарегистрирован                                                            |
| Ксенофонтов Павел Алексеевич   | 19.06.1975    | временно неработающий                                                            | Российская партия народного управления          | отказано в регистрации, кандидат не преодолел муниципальный фильтр         |
| Кутлугужин Юнир Галимьянович   | 25.04.1958    | секретарь Башкирского рескома КПРФ                                               | КПРФ                                            | зарегистрирован                                                            |
| Магасумов Ришат Талгатович     | 21.09.1981    | председатель совета РОО «Общество защиты прав потребителей „Закон и порядок“» РБ | Российская партия пенсионеров за справедливость | отказано в регистрации, кандидат не преодолел муниципальный фильтр         |
| Наумкин Сергей Александрович   | 29.10.1953    | пенсионер                                                                        | Яблоко                                          | отказано в регистрации, кандидат не преодолел муниципальный фильтр         |
| Сарбаев Раиль Салихович        | 11.01.1962    | вице-президент ОАО «СГ-транс»                                                    | Гражданская сила                                | отказано в регистрации в связи с отзывом его кандидатуры с выборов партией |
| Сухарев Иван Константинович    | 10.06.1978    | депутат ГД РФ                                                                    | ЛДПР                                            | зарегистрирован                                                            |
| Усманов Нурислам Карамович     | 12.03.1954    | пенсионер                                                                        | Достоинство                                     | отказано в регистрации, кандидат не преодолел муниципальный фильтр         |
| Хамитов Расих Агзамович        | 05.04.1951    | пенсионер                                                                        | Коммунисты России                               | отказано в регистрации, кандидат не преодолел муниципальный фильтр         |
| Хамитов Рустэм Закиевич        | 18.08.1954    | врио Президента Республики Башкортостан                                          | Единая Россия                                   | зарегистрирован                                                            |
| Шагимуратов Константин Нилович | 29.01.1975    | заместитель генерального директора АНО «РИКЦ»                                    | Справедливая Россия                             | отказано в регистрации, кандидат не преодолел муниципальный фильтр         |

## Агитационная кампания
20 августа 2014 года на телеканале Башкирское спутниковое телевидение состоялись первые теледебаты кандидатов. Бесплатные минуты на телевидении для предвыборной агитации выделили также телеканалы «Россия 1» и «Россия 24», радиостанции «Спутник FM», «Юлдаш», «Ашкадар» и «Радио России». По сообщению руководителя ЦИК Башкортостана Хайдара Валеева, всего в освещении избирательной кампании приняли участие свыше 170 средств массовой информации республики, из которых 141 печатное издание, 25 телерадиокомпаний, четыре информационных агентства, пять интернет-СМИ.
Среди кандидатов прошедших муниципальный фильтр, лидером по сумме в избирательных фондах является Рустэм Хамитов, имеющий 27 млн рублей. На втором месте расположился Иван Сухарев (3,8 млн руб.), на третьем — Юнир Кутлугужин (400 тысяч руб.), на четвёртом — Ильдар Бикбаев (110 тысяч руб.).
Рустэм Хамитов прямой активной агитационной кампании фактически не проводил, ограничиваясь билбордами с лозунгом «Время созидания», но как врио Президента Башкортостана совершал рабочие поездки по районам и городам республики. Участие других кандидатов в данных выборах эксперты называют «техническим». Избирательный штаб Ивана Сухарева распространял агитационные материалы, но вёл наиболее активную работу только в городе Уфе. Ильдар Бикбаев вовсе не вёл предвыборную кампанию. Предвыборная кампания Юнира Кутлугужина ограничивается только выпуском информационных листовок с биографией кандидата и его программой и газеты «Коммунист Башкортостана», что объясняется скромным избирательным фондом кандидата. После отзыва партии «Гражданская сила» с выборов Раиля Сарбаева, обсуждалась перспектива создания предвыборного альянса Кутлугужин—Сарбаев. Однако политикам не удалось договориться и возможной причиной этого является лояльность КПРФ к врио президента республики Рустэму Хамитову.
Некоторые общественные и правозащитные организации Башкортостана принимали решение бойкотировать выборы либо призывали население республики бойкотировать выборы. Ряд общественных и правозащитных организаций проводили в Уфе митинги и пикеты в защиту честных и демократических выборов.

### Прогнозы и аналитика
5 июля 2014 года в Уфе был преждевременно завершен социологический опрос «Народное голосование „Ваш выбор!“». По мнению организаторов проекта, причиной этого является давление со стороны администрации и правоохранительных органов города. Согласно координатору проекта Марии Пушкиной, всего было собрано 10 тысяч бюллетеней, из которых за 45,8 % участников опроса отдали свои голоса за врио Президента РБ Рустэма Хамитова, 17 % — за бывшего премьер-министра РБ Раиля Сарбаева, 11,1 % — кандидата от КПРФ Юнира Кутлугужина, а другие 5 кандидатов набрали менее чем по 10 % голосов респондентов.
Фонд развития гражданского общества отнёс Башкортостан к числу субъектов, где имелись сильные потенциальные соперники, пока те не сошли с дистанции.
По мнению политолога Станислава Радкевича, по соотношению избирательных фондов Рустэм Хамитов является фаворитом президентской гонки и на 95 % победит на выборах, а если у Ивана Сухарева, который имеет более чем в 7 раз меньше средств в избирательном фонде по сравнению с Хамитовым, шансов совсем мало, то у остальных их совсем нет. По мнению руководителя «Политической экспертной группы» Константина Калачева, если даже Хамитов ограничится суммой в три миллиона, этого уже достаточно, так как после снятия Раиля Сарбаева с выборов они стали безальтернативными.
По мнению политолога Эдуарда Мурзина, предвыборная кампания Рустэма Хамитова «проходит тихо и незаметно», а после снятия Раиля Сарбаева с выборов сильных конкурентов у него нет, и поэтому он должен победить уже на первом туре.
По мнению журналистки Софьи Самохиной, хотя для Рустэма Хамитова это первая избирательная кампания в республике, но никто из его соперников не выглядит для него опасным. А результаты этих выборов должны будут помочь убедить население Башкортостана и федеральный центр в том, что Рустэм Хамитов прочно контролирует положение в республике.

## Голосование
14 сентября 2014 года состоялись досрочные выборы Президента Башкортостана. Всего работало 3 453 избирательных участка, из которых 5 являлись специализированными для инвалидов по зрению, а 34 участка располагались в местах временного пребывания избирателей — на железнодорожном вокзале, в больницах, санаториях, следственных изоляторах. В Уфе было открыто 428 избирательных участков. Впервые на выборах в Башкортостане открыты три именных избирательных участка: имени Героя Советского Союза Тагира Кусимова в селе Аскарово Абзелиловского района, имени генерал-майора Минигали Шаймуратова в селе Шаймуратово Кармаскалинского района, имени писателя Сергея Аксакова в селе Надеждино Белебеевского района.
В республике было выдано 48 825 открепительных удостоверений.
Для обеспечения правопорядка и общественной безопасности при голосовании в Башкортостане было задействовано около 7 тысяч сотрудников МВД и более 220 работников частных охранных предприятий. В день голосования пожарную безопасность на избирательных участках Республики Башкортостан обеспечивали свыше 3 тысяч сотрудников МЧС.
На досрочных выборах работают 3 тысячи 715 наблюдателей от политических партий, выдвинувших своих кандидатов на высший пост президента. «Единая Россия» направила 2 741, а КПРФ — 864 наблюдателей. За ходом выборов также следили представители Штаба общественного контроля, куда вошли такие партии и общественные организации, как «Справедливая Россия», РПНУ, «Рожденные в СССР», РДП «Яблоко», Исполком Всемирного курултая башкир, Общество за права Человека-Гражданина Республики Башкортостан, «Йыйын», «Актамыр» и другие.
По данным эксит-поллов, врио Президента Башкортостана Рустэм Хамитов лидировал с результатом 80 % голосов.

### Сообщения о явке избирателей
По данным ЦИК Республики Башкортостан, на 12 часов по уфимскому времени проголосовало 717 485 избирателей, или 23,82 % процента от общего числа избирателей. На 15 часов явка избирателей составила 47,55 %.
В республике на 18 часов по местному времени проголосовало 1 млн 975 тысяч 749 избирателей, что составляет 65,43 % от их общего числа. Наибольшая активность избирателей (86—91 %) в это время наблюдался в Татышлинском, Илишевском, Балтачевском и Краснокамском районах Башкортостана.
Согласно данным ЦИК РБ, на 20 часов по уфимскому времени предварительная явка на досрочных выборах президента в Башкортостане составила 77,27 %.
По сравнению с результатами аналогичных выборов в других субъектах Российской Федерации состоявшихся в этот день, явка в Башкортостане стала самой высокой. Некоторые республиканские правозащитники считают что явка на выборах президента была завышена.

### Сообщения о нарушениях
По сообщению наблюдателей от партии КПРФ, на избирательных участках № 183—184, находящихся в здании Башкирского государственного педагогического университета им. Акмуллы Ленинского района города Уфы, произошёл вброс бюллетеней.
Пресс-служба общественной организации «Голос» сообщила о выявлении ряда нарушений в ходе голосования.
Центризбирком Башкортостана не зафиксировал нарушений на выборах в республике.

## Итоги выборов
| Явка избирателей на участки                        | Явка избирателей на участки                        | Явка избирателей на участки | Явка избирателей на участки |
| -------------------------------------------------- | -------------------------------------------------- | --------------------------- | --------------------------- |
| Число избирателей, включённых в список избирателей | Число избирателей, включённых в список избирателей | 3 027 300                   | 100 %                       |
| Из них приняли участие в выборах                   | Из них приняли участие в выборах                   | 2 267 077                   | 74,88 %                     |
| Распределение голосов                              |                                                    |                             |                             |
| 1.                                                 | Хамитов Рустэм Закиевич                            | 1 851 625                   | 81,71 %                     |
| 2.                                                 | Кутлугужин Юнир Галимьянович                       | 229 452                     | 10,13 %                     |
| 3.                                                 | Сухарев Иван Константинович                        | 109 040                     | 4,81 %                      |
| 4.                                                 | Бикбаев Ильдар Зинурович                           | 59 475                      | 2,62 %                      |

На досрочных выборах Президента Башкортостана победу одержал кандидат от партии «Единая Россия» Рустэм Хамитов, который получил 81,71 % голосов избирателей. Больше всего голосов Рустэм Хамитов набрал в Балтачевском районе — 98,28 % и ещё в 15 районах республики уровень доверия ему превысил отметку 90 %, а меньше всего за данного кандидата проголосовали в Бурзянском районе — 66,67 %. Кандидат от КПРФ Юнир Кутлугужин набрал 10,13 % голосов, наибольшее число голосов за него было отдано в Бурзянском районе — 29,39 %, а наименьшее — в Балтачевском районе — 0,74 %. По итогам выборов третье место занял кандидат от ЛДПР Иван Сухарев, набравший 4,81 % голосов, больше всего за него проголосовало в Калининском районе города Уфы — 13,14 %, и меньше всего в Балтачевском районе — 0,4 %. А представитель «Патриотов России» Ильдар Бикбаев набрал 2,62 % голосов избирателей, наибольшее — в городе Салават — 6,49 %, и наименьшее — в Бакалинском районе — 0,34 %. Некоторые общественные деятели подвергли к сомнению официальные результаты выборов.
25 сентября 2014 года состоялась церемония инаугурации избранного Президента Башкортостана в Доме Государственного Собрания — Курултая РБ. Председатель ЦИК РБ Хайдар Валеев вручил Рустэму Хамитову удостоверение Президента Республики Башкортостан, после этого Рустэм Хамитов на башкирском и русском языках принёс присягу на верность народу, Конституции Республики Башкортостан и Российской Федерации.